# Pelasgus thesproticus
Pelasgus thesproticus là một loài cá vây tia thuộc họ Cyprinidae.
Loài này có ở Albania và Hy Lạp.
Môi trường sống tự nhiên của chúng là sông ngòi.